# Карадаг
Карада́г (также Кара́-Да́г; укр. Кара-Даг, крымскотат. Qara dağ, Къара дагъ — «Чёрная гора») — горно-вулканический массив на территории Феодосийского региона Крыма, на берегу Чёрного моря. Максимальная высота — 577 м (гора Святая). Как сообщал «Географическо-статистический словарь Российской империи», на восточном склоне горы находятся развалины старинной армянской церкви, на территории которой имеется большое количество камней с армянскими надписями.

## История изучения и охраны
Учёный-исследователь Крыма А. А. Прозоровский-Голицын в 1881 году выявил вулканическое происхождение Карадага. А позднее, в 1885 году член-корреспондент Петербургской Академии наук А. Е. Лагорио составил первую геологическую карту массива.
В начале XX века на Карадаге московским учёным-неврологом Терентием Вяземским была открыта природная биологическая станция. В 1979 году на базе биостанции был создан Карадагский государственный заповедник (площадь 2874,2 га), включающий территорию горного массива и прилегающую морскую акваторию (809 га).

## Географические и геологические данные
Карадаг — остатки вулкана, действовавшего примерно 173 миллиона лет назад как проявление среднеюрского вулканизма. Карадаг представляет собой обособленный горный массив между долиной реки Отузка и Коктебельской котловиной, раскинувшейся на берегу Чёрного моря. Основные части горного массива Карадаг: Береговой хребет, протянувшийся вдоль побережья и куполовидный массив Святой горы, расположенный в глубине суши. Береговой хребет состоит в свою очередь из хребтов Карагач, Хоба-Тепе, Магнитный и Кок-Кая. На северо-западном склоне Святой горы находится ещё одна вершина — Малый Карадаг. Большой интерес вызывают причудливые прибрежные скальные образования, среди которых скалы Шайтан-капу (Чёртовы, или Золотые ворота), Чёртов Палец, Иван-Разбойник, Лев и др.
У северо-восточного подножия массива Карадаг лежит курорт Коктебель.

## Минералы и горные породы
Основные горные породы, составляющие массив Карадаг, имеют вулканическое происхождение: кератофир, частично альбитизированный порфирит, порфирит, двупирооксеновый андезит, стекловатый андезит, базальт.
Среди минералов, встречающихся на Карадаге, большой известностью пользуются многочисленные разновидности кварца — собственно кварц (в виде небольших, но в ряде случаев хорошо образованных прозрачных кристаллов в трещинах и жеодах), халцедон, агат (часто неповторимых, присущих только этому месту расцветок и рисунков), опал, сердолики разных оттенков, аметисты, цитрины, кварцево-халцедоновый оникс, пестроцветные яшмы (яшмами на Карадаге называют очень похожие на яшмы разновидности халцедона — яшмоиды). Некоторые редкие виды яшм Карадага по своим художественно-декоративным качествам не уступают уральским. Встречаются здесь типичные для вулканических массивов пластинчатые минералы из группы цеолитов — гейландит и стильбит, а также радиально-лучистые звёздчатые сростки игольчатых цеолитов натролита и мезолита. Кроме того, в пустотах миндалин отмечены кристаллы анальцима и апофиллита.

## Климат
Климат Карадага переходный от средиземноморского к умеренно континентальному, сухому, характерному для степной части Крыма. Средняя температура января — +1,5°С, июля — +23,8°С, при абсолютных максимуме — +40°С и минимуме — −24°С. Устойчивый снежный покров держится в прибережной зоне в среднем 21 день, в горах — до 65 дней. Среднегодовое количество осадков не превышает 500 мм.

## Факты
- Существует легенда о некоем «Карадагском чудовище» или «Карадагском ящере», живущем в море у подножия массива[7][8].
- Карадаг претендует на звание места, около которого Георгий Победоносец одолел гигантского змея и спас местных жителей[9].

## В художественной литературе
- Анатолий Мошковский — «Синева до самого солнца», «Двое на одном велосипеде».
- Константин Паустовский — «Чёрное море», глава «Кара-Даг».
- Мария Петровых — поэма «Карадаг».
- Владимир Короткевич — стих «Карадаг»
- Максимилиан Волошин — стихотворение «Дом Поэта»
- Василий Аксенов — «Таинственная страсть»

## Фотографии

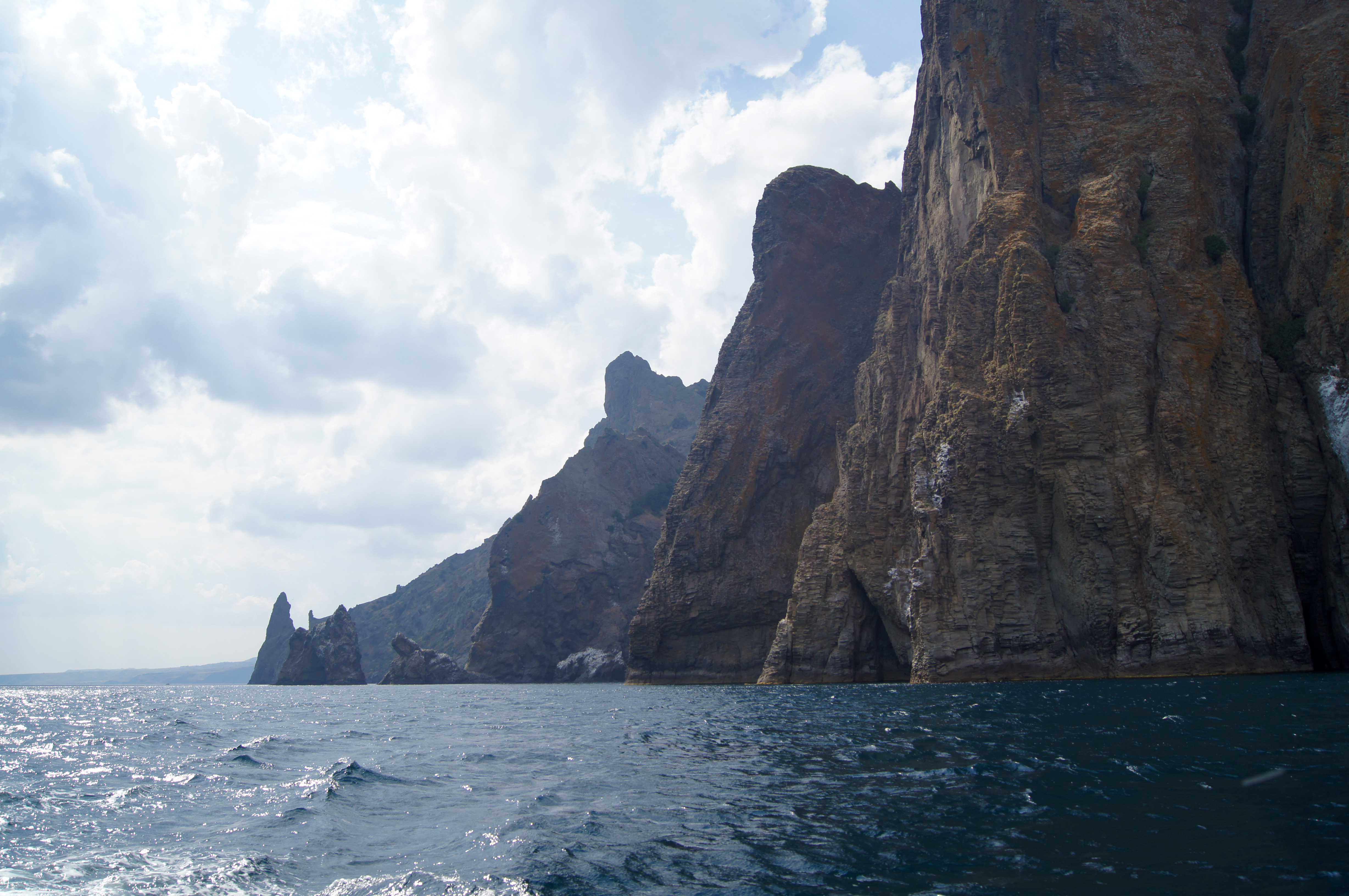
Скалы массива с моря
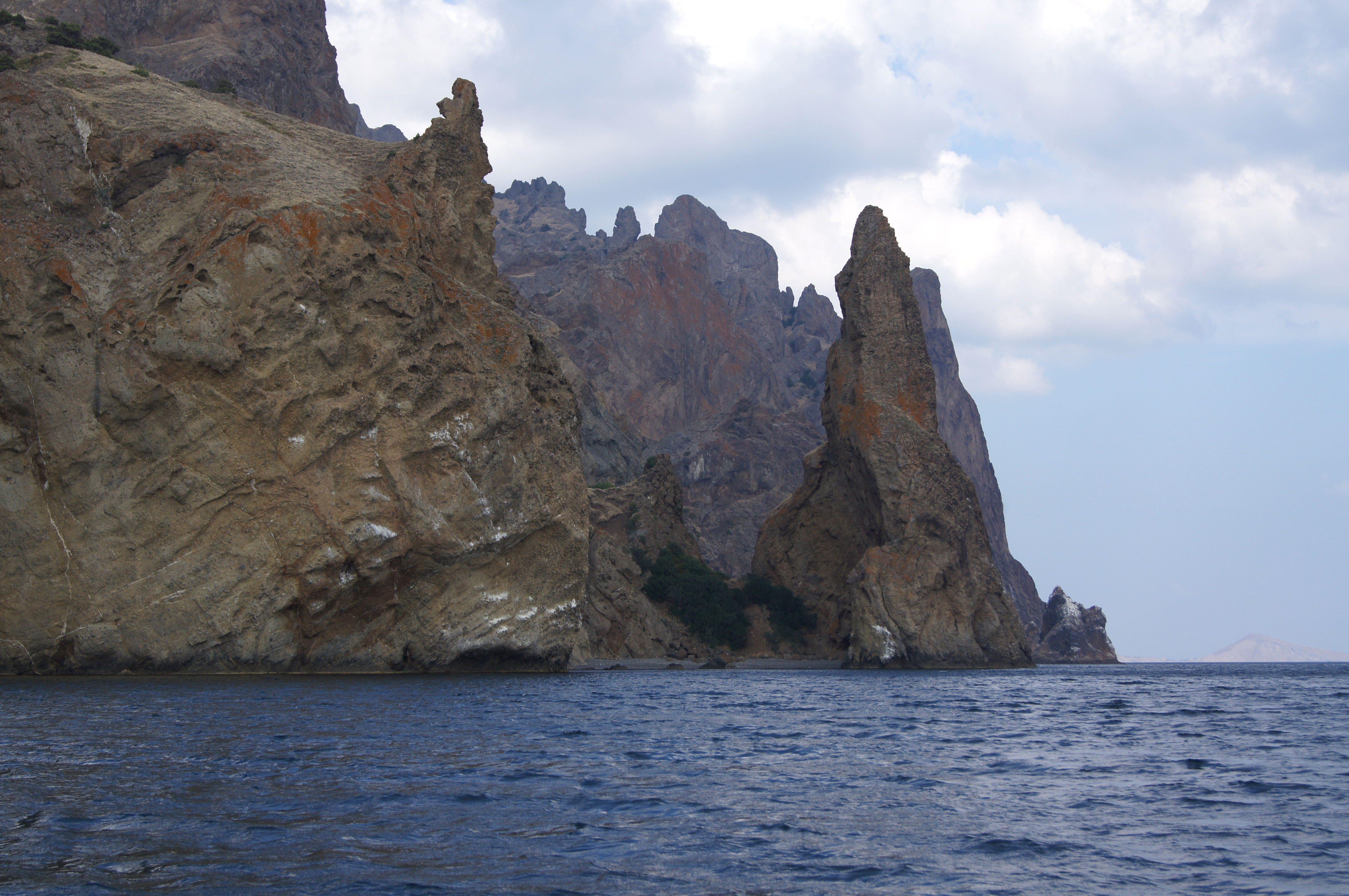
Побережье массива с моря
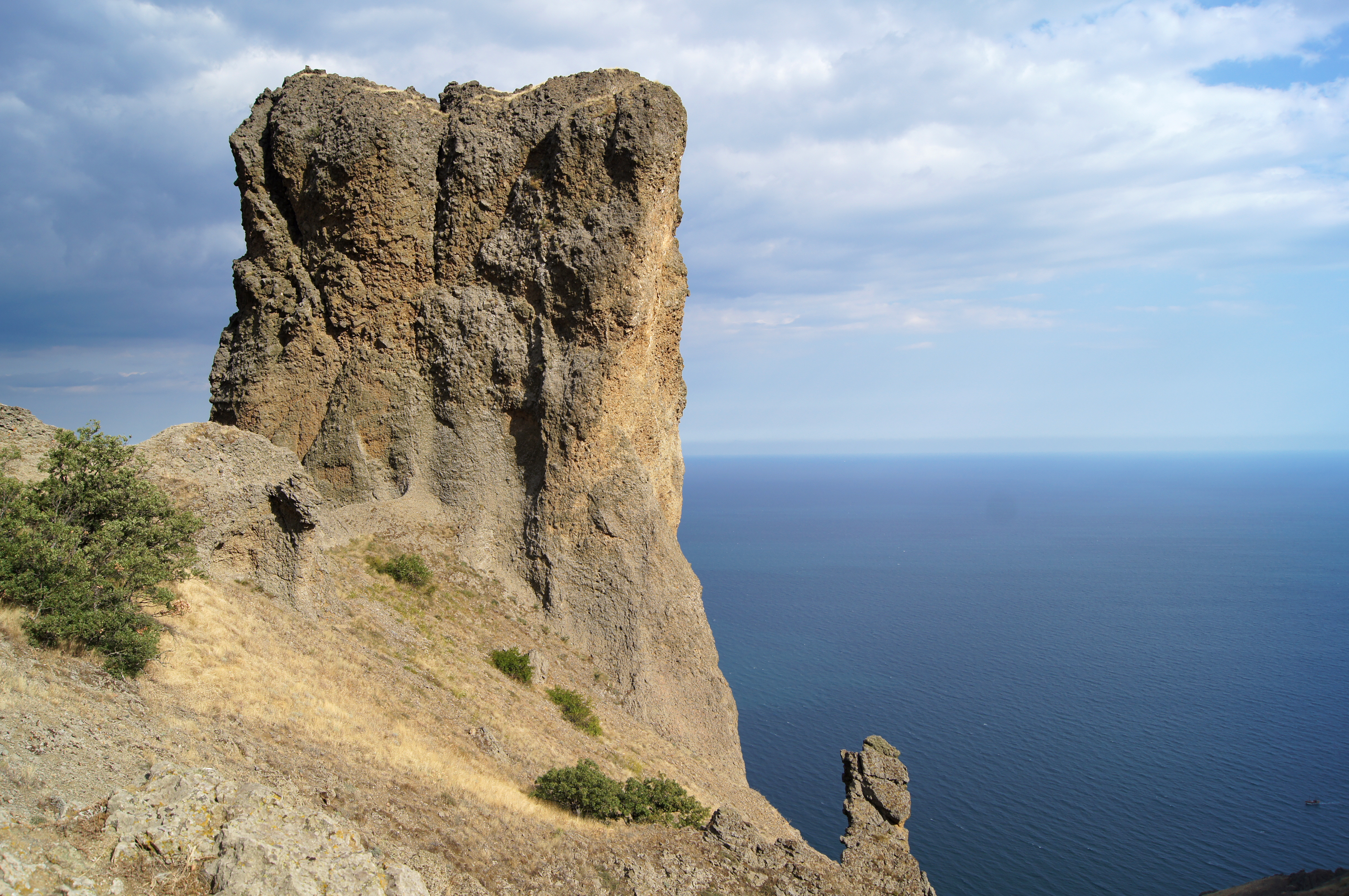
Утесы
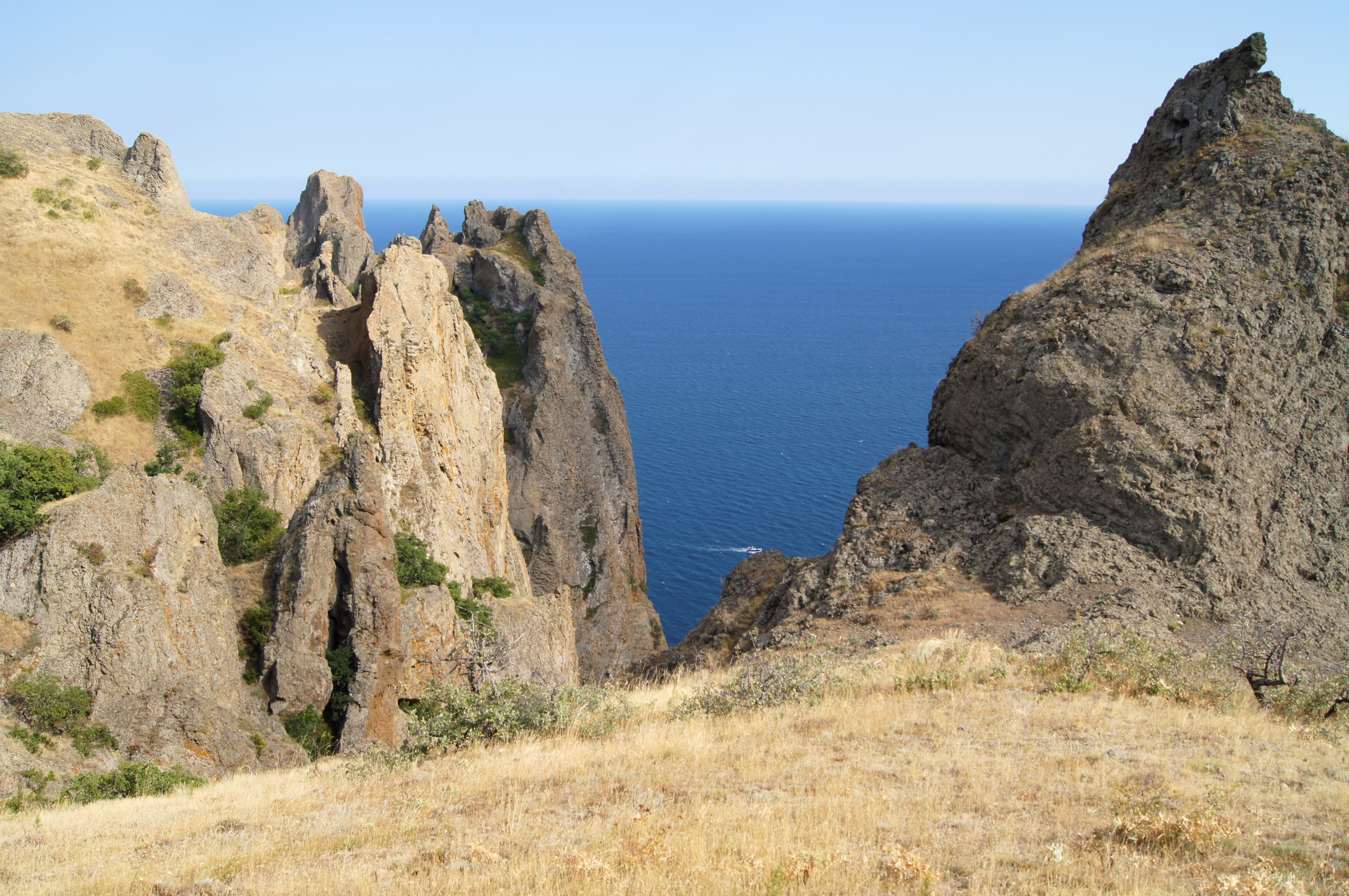
Юрские конгломераты
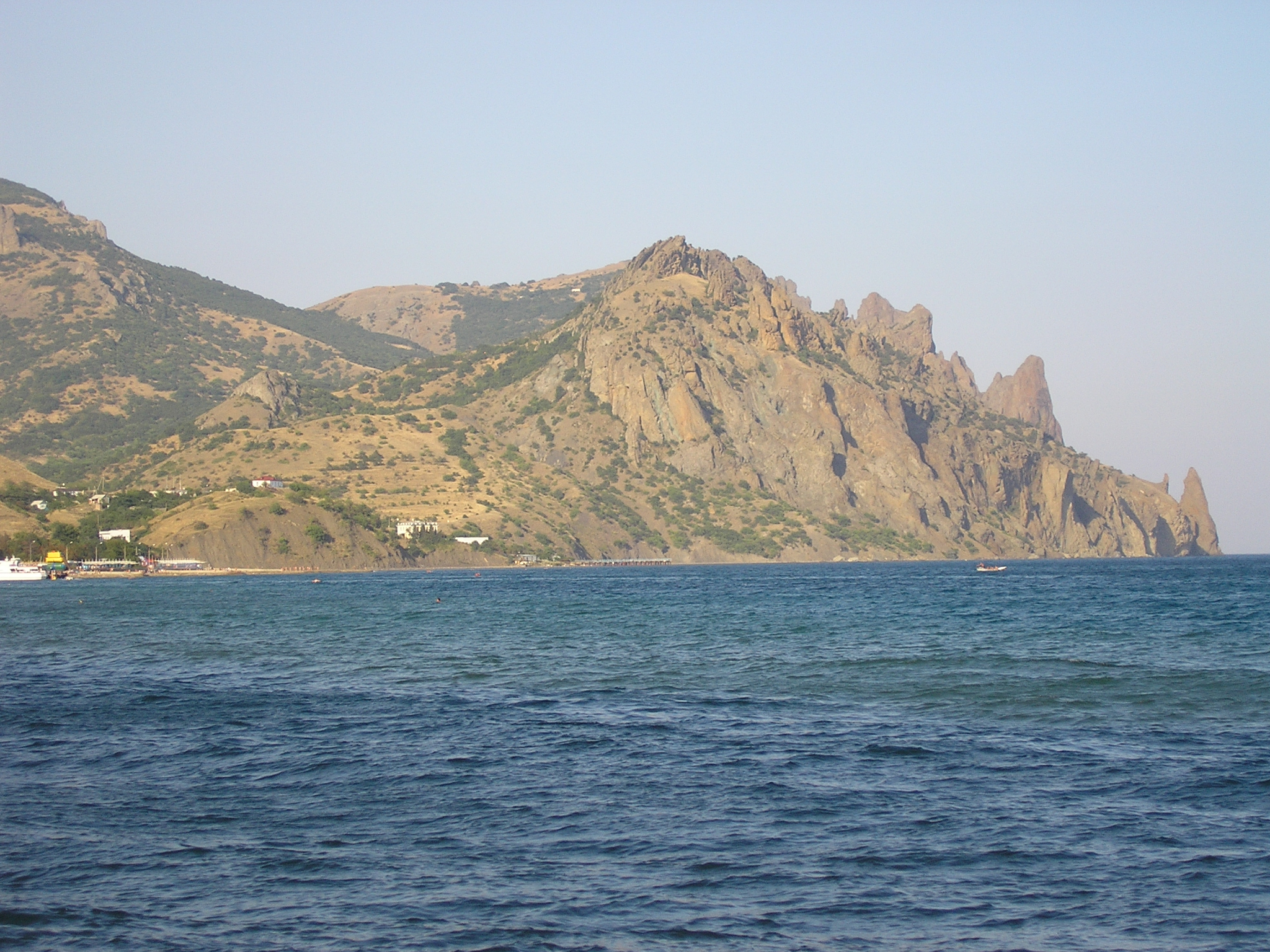
Вид на Карадаг со стороны Лисьей Бухты
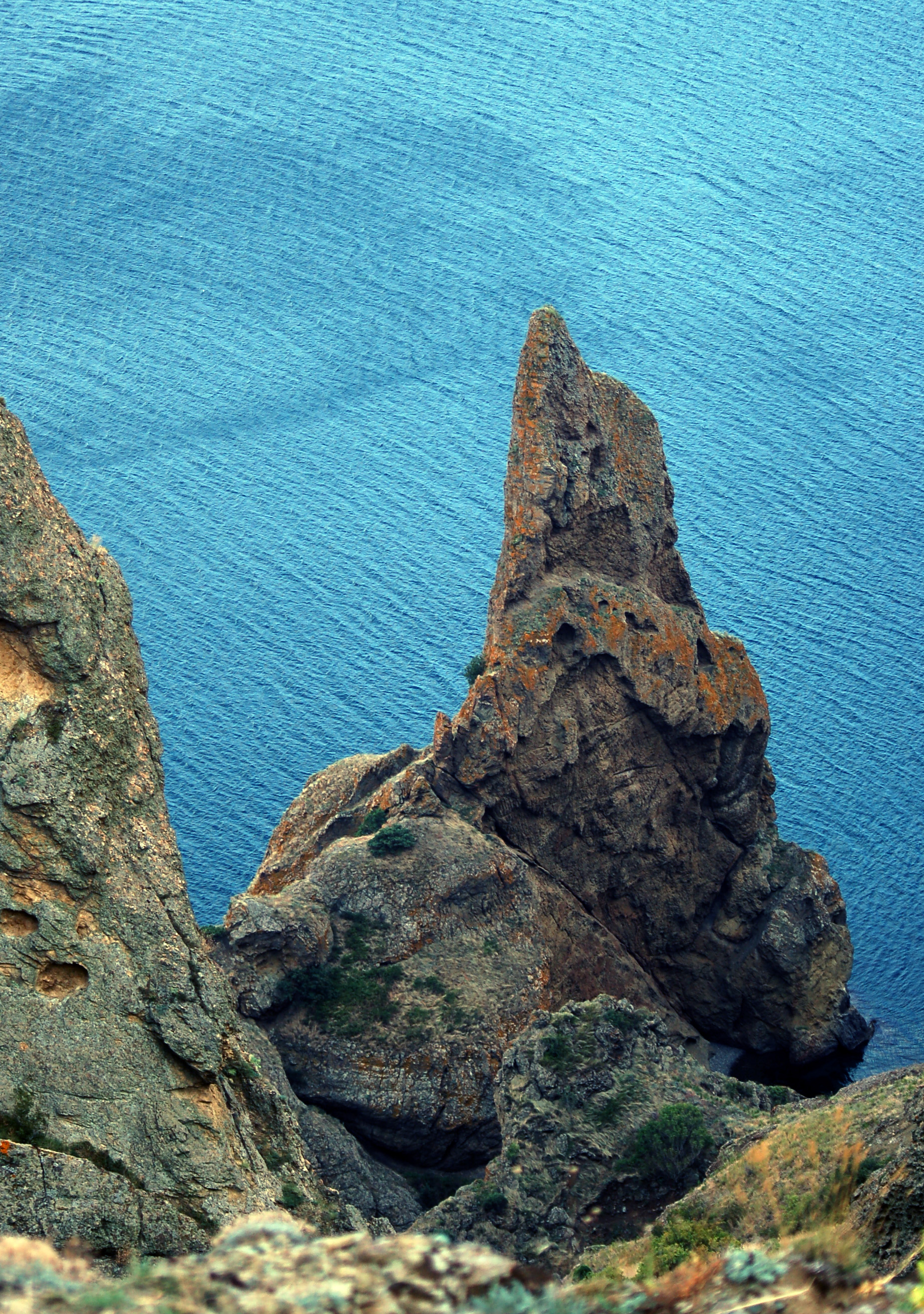
Скала Иван-Разбойник
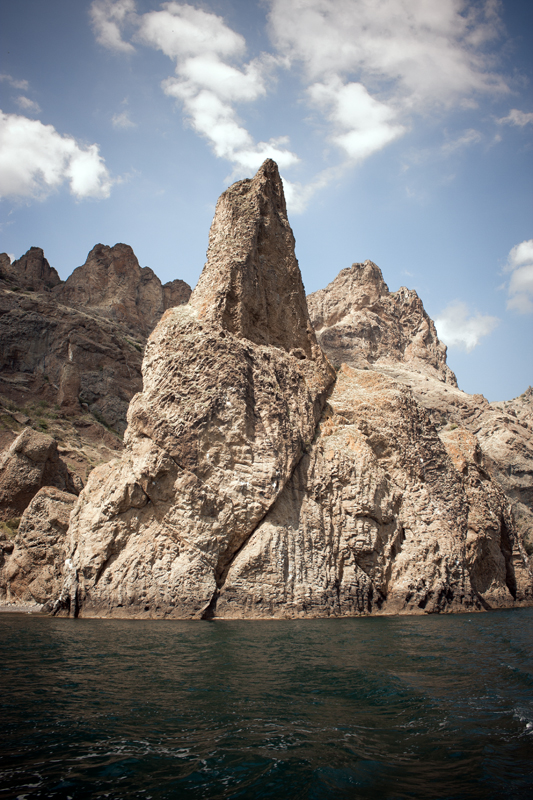
Вид на скалу Иван-разбойник со стороны моря
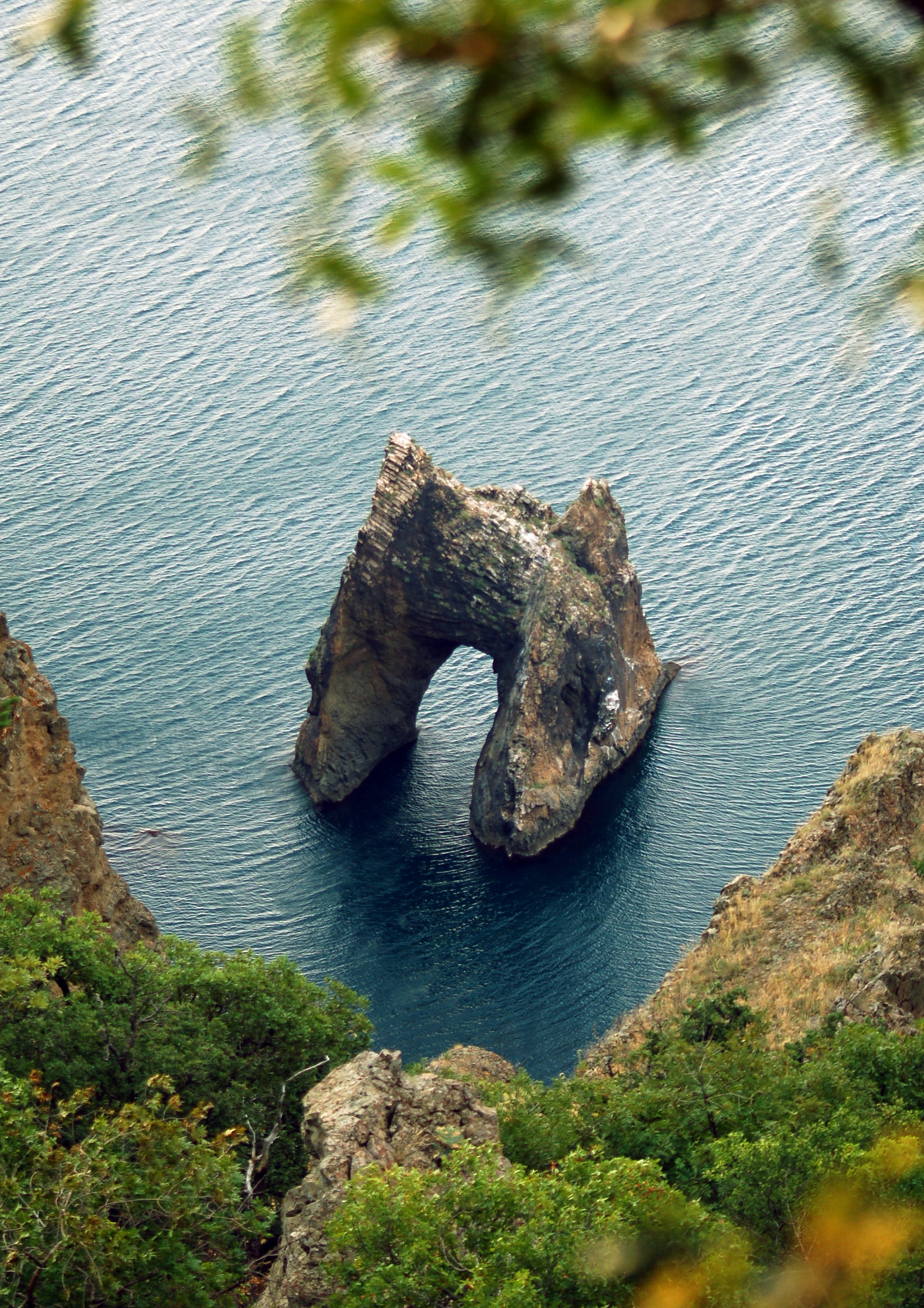
Скала Золотые ворота